# Kajsa Mohammar
Kajsa Helena Mohammar, född 1 september 1990 i Stockholm, är en svensk skådespelerska och fotomodell. Hon gjorde skådespelardebut år 2017 då hon medverkade i ett avsnitt av den brittiska TV-serien Unge kommissarie Morse, för att sedan få en roll i filmen Viking Destiny år 2018. Hon gick under sin gymnasietid på Södra Latins gymnasium i Stockholm, där hon läste på skådespelarlinjen.
År 2023 medverkar Mohammar i remaken av Disney-filmen Den lilla sjöjungfrun. Hon spelar rollen som Karina i den filmen.

## Filmografi

### Film
- 2018 – Viking Destiny
- 2020 – Eurovision Song Contest: The Story of Fire Saga
- 2020 – Misbehaviour
- 2023 – Den lilla sjöjungfrun
- 2024 – Dune: Part Two

### TV
- 2017 – Unge kommissarie Morse (TV-serie) (ett avsnitt)